# Маркування вугілля
Маркування вугілля встановлена з метою раціонального промислового використання вугілля.
Вугілля підрозділяються на марки й технологічні групи; в основу такої класифікації покладені параметри, що характеризують поведінку вугілля в процесі термічної дії на них.
За основу промислової класифікації кам'яного вугілля в окремих країнах приймаються різні параметри властивостей і складу вугілля: в США кам'яне вугілля класифікують за теплотою згоряння, вмістом зв'язаного вуглецю і відносним вмістом летких речовин, в Японії — за теплотою згоряння, так званим паливним коефіцієнтом і міцністю коксу або нездатністю до коксування. У СРСР до 1954 р. як основна промислова класифікація діяла розроблена в 1930 р. В. С. Кримом так звана Донецька класифікація. Вона називається іноді «марочною», одночасно є і генетичною, оскільки покладені в її основу зміни властивостей вугілля віддзеркалюють їх зв'язок з генетичним розвитком органічної речовини вугілля.
В Україні використовувалася стандартизована класифікація вугілля. За середнім виходом летких речовин (Vdaf) і характеристикою нелеткого залишку з урахуванням спікливості і величини теплоти згоряння кам'яне вугілля поділяли на 10 основних марок: довгополуменеве (Д), газове (Г), газове жирне (ГЖ), жирне (Ж), коксове жирне (КЖ), коксівне (К), коксове друге (К2), слабкоспікливе (СС), піснувато-спікливе (ПС) і пісне (П). Від марки Д до марки П вміст вуглецю послідовно збільшується від 76 до 92 %, а вихід летких речовин зменшується з 42 до 7-12 %. У кожній з марок, крім Д і Г, за технологічними властивостями виділяють декілька технологічних груп. Для Донбасу виділяють такі марки вугілля: Д, Г, ГЖ, Ж, К, ПС, П; для Львівсько-Волинського басейну: Д, Г, ГЖ, Ж.
Класифікація вугілля весь час удосконалюється. Однією з перспективних вважається геолого-промислова класифікація, концепція якої запропонована в останні роки XX ст. українськими вченими (С. Д. Пожидаєв та ін.). Останній варіант класифікації вугілля унормовано За Стандартом України «Вугілля буре, кам'яне та антрацит» (ДСТУ 3472-96) — див. викопне вугілля.
| Марки вугілля      | Літерне позначення марок | Вихід летких речовин Vг, % | вміст вуглецю Сг, % | теплота згоряння Qг б, ккал/кг | Відбивна здатність в масляній імерсії, % |
| ------------------ | ------------------------ | -------------------------- | ------------------- | ------------------------------ | ---------------------------------------- |
| Буре               | Б                        | 41 і більше                | 76 і менше          | 6900-7500                      | 0,30-0,49                                |
| Довгополуменеве    | Д                        | 39 і більше                | 76                  | 7500-8000                      | 0,50-0,64                                |
| Газове             | Г                        | 36                         | 83                  | 7900-8600                      | 0,65-0,84                                |
| Жирне              | Ж                        | 30                         | 86                  | 8300-8700                      | 0,85-1,14                                |
| Коксівне           | К                        | 20                         | 88                  | 8400-8700                      | 1,15-1,74                                |
| Піснувато-спікливе | ПС                       | 15                         | 89                  | 8450-8780                      | 1,75-2,04                                |
| Пісне              | П                        | 12                         | 90                  | 7300-8750                      | 2,05-2,49                                |
| Антрацити          | А                        | 8 і менше                  | 91 і більше         | 8100-8750                      | 2,50-6,00                                |

Крім вказаних у таблиці, у деяких басейнах виділяють проміжні марки:
- газове жирне (ГЖ)
- коксове жирне (КЖ)
- коксове друге (K2)
- слабкоспікливе (СС)

Вугілля поділяється на технологічні групи по здатності спікатися; для позначення технологічної групи до літерного позначення марки додається цифра, що вказує найнижче значення товщини пластичного слою в цьому вугіллі, наприклад Г6, Г17, КЖ14 і т.п.